# Paweł Stręk
Paweł Maria Stręk (ur. 9 czerwca 1959, zm. 7 listopada 2020) – polski lekarz laryngolog, prof. dr hab.

## Życiorys
Był absolwentem Wydziału Lekarskiego Akademii Medycznej w Krakowie. W latach 1981–1993 pracował w Zakładzie Anatomii Opisowej AM w Krakowie, od 1985 w Katedrze i Klinice Otolaryngologii AM w Krakowie (od 1993 Collegium Medicum Uniwersytetu Jagiellońskiego). W 1991 obronił pracę doktorską Kostnienie chrząstki tarczowatej u człowieka, 19 lutego 1999 habilitował się na podstawie pracy zatytułowanej Optymalizacja zastosowania operacji częściowego usunięcia krtani z powodu raka o pierwotnej lokalizacji w piętrze nadgłośniowym. 19 grudnia 2014 nadano mu tytuł profesora w zakresie nauk medycznych. W 2016 został zatrudniony na stanowisku profesora w Katedrze Otolaryngologii na Wydziale Lekarskim Collegium Medicum Uniwersytetu Jagiellońskiego. W latach 2012–2016 był prodziekanem Wydziału Lekarskiego Collegium Medicum UJ.
W latach 2007–2019 był zastępcą kierownika, od stycznia 2020 kierownikiem Oddziału Otolaryngologii Szpitala Uniwersyteckiego w Krakowie.
W latach 1998–2000 był sekretarzem generalnym Polskiego Towarzystwa Otorynolaryngologów – Chirurgów Głowy i Szyi, w 2017 został przewodniczącym rady naukowej w Instytucie Fizjologii i Patologii Słuchu.
Zmarł 7 listopada 2020.